# Centurian (Band)
Centurian ist eine niederländische Death-Metal-Band aus Putten, die im Jahr 1997 gegründet wurde. Zwischenzeitlich nannte sich die Band auch Nox.

## Geschichte

### Gründung als Centurian
Die Band wurde im Januar 1997 von Schlagzeuger Wim van der Valk und Gitarrist Rob Oorthuis gegründet, nachdem sich ihre Band Inquisitor aufgelöst hatte. Kurze Zeit später kam Sänger Seth van de Loo zur Besetzung, woraufhin im Mai desselben Jahres die ersten Auftritte begannen. Später veröffentlichte die Band noch im selben folgte zudem mit Of Purest Fire ein erstes Demo. Anfang 1998 kam Bassist Patrick Boley zur Besetzung, nachdem die Gruppe durch ihr Demo einen Plattenvertrag mit Full Moon Productions erreichen konnte. Im April wurde das Demo bei dem Label als EP wiederveröffentlicht. Der Veröffentlichung folgten Auftritte zusammen mit Krisiun, Marduk, God Dethroned und Sinister, bevor im Jahr 1999 mit Choronzonic Chaos Gods ihr Debütalbum erschien. Im Sommer desselben Jahres spielte die Band erstmals Übersee auf dem Milwaukee Metal Fest. Im Folgejahr trennte sich die Band von Full Moon Productions und unterschrieb im Anschluss bei Listenable Records einen Vertrag für drei Alben. Im Jahr 2000 steuerte die Band eine Coverversion des Morbid-Angel-Liedes Blasphemy of the Holy Ghost für die Kompilation Scream Forth Blasphemy – A Tribute to Morbid Angel, die bei Dwell Records erschien. Während die Band an ihrem zweiten Album arbeitete, entschieden sich Schlagzeuger van der Walk und Gitarrist Oorthuis dazu, das Projekt ohne Sänger van de Loo und Bassist Patrick Boley fortzusetzen. Drei Wochen später kam Bassist und Sänger Jerry Brouwer als neues Mitglied zur Band. Kurze Zeit später kam Oskar van Paradijs als weiterer Gitarrist zur Gruppe. Daraufhin begannen die Aufnahmen zum Album Liber ZarZax, ehe es im September 2001 desselben Jahres veröffentlicht wurde. Im Frühling 2002 folgten Auftritte im Vorprogramm auf Vaders Tour durch Irland und Großbritannien.

### Umbenennung in Nox
Im Dezember 2001 entschied sich Gitarrist Oorthuis mit Schlagzeuger Bob Dussel die Band in Nox umzubenennen; die Centurian-Besetzung wurde im Jahr 2002 aufgelöst. Zusammen mit Sänger Seth van de Loo und Bassist Patrick Boley veröffentlichte die Band mit Zazaz im Jahr 2003 eine erste EP. Darauf war unter anderem das Lied Signed in Blood, worauf Helena Iren Michaelsen als Gastsängerin zu hören war. Daraufhin unterschrieb die Band einen Vertrag bei Wicked World Records, ehe im Juni 2005 das Album Ixaxaar aufgenommen worden war, wobei es erst im Februar 2007 erschien. Im Jahr 2006 verließen Sänger van de Loo und Schlagzeuger Dussel die Band. Letzter kehrte im Jahr 2008 wieder zur Band zurück, während Niels Adams (Prostitute Disfigurement) als neuer Sänger fungierte. Bassist Boley wurde inzwischen außerdem durch Oskar van Paradijs, vorher bereits als Gitarrist bei Centurian tätig, ersetzt. Im Jahr 2010 schloss sie die EP Blood, Bones and Ritual Death über Listenable Records an. Kurz vor Veröffentlichung verließ Dussel die Band erneut, sodass Sänger Seth van de Loo zur Band zurückkehrte, um dieses Mal den Posten des Schlagzeugers einzunehmen. Als Bassist kehrte Patrick Boleij zur Band zurück.

### Rückkehr zum Namen Centurian
Da die Band, welche unter dem Namen Nox unter anderem zusammen mit Gruppen wie Antaeus, Nifelheim, Deströyer 666 und The Devil’s Blood gespielt hatte, nun wieder zu einem Großteil aus der alten Centurian-Besetzung bestand, entschied sie die Gruppe 2010 wieder zu ihrem ursprünglichen Namen zurückzukehren. Im Jahr 2011 folgten daraufhin Auftritte in Europa und Brasilien. Danach nahm die Band das nächste Album Contra Rationem auf, das im Januar 2013 bei Listenable Records erschien.

## Stil
Das Debütalbum Choronzonic Chaos Gods lässt sich zwischen Bands wie Deicide und Morbid Angel einordnen, wobei das Spiel der Instrumente technisch anspruchsvoll und der Einsatz von Doublebass charakteristisch ist. Gemeinsamkeiten zu den beiden genannten Bands sind auch auf dem zweiten Album Liber ZarZax hörbar. Unter dem Namen Nox spielte die Band ebenfalls technisch anspruchsvollen Death Metal, jedoch nicht so anspruchsvoll, dass man das Album Ixaxxar „in die Technical Death Metal Ecke stellen“ könnte. Der gutturale Gesang erinnert an Glen Benton. Auf ihrem Album Contra Rationem spielt die Band Death Metal, der vor allem an die frühen Werke von Morbid Angel erinnert.

## Diskografie
als Centurian
- 1997: Of Purest Fire (Demo, Eigenveröffentlichung)
- 1998: Of Purest Fire (EP, Full Moon Productions)
- 1999: Choronzonic Chaos Gods (Album, Full Moon Productions)
- 2000: Blasphemy of the Holy Ghost auf Scream Forth Blasphemy – A Tribute to Morbid Angel (Sampler, Dwell Records)
- 2001: Liber ZarZax (Album, Listenable Records)
- 2013: Contra Rationem (Album, Listenable Records)

als Nox
- 2003: Zazaz (EP, Eigenveröffentlichung)
- 2005: Ixaxaar (Album, Wicked World Records)
- 2010: Blood, Bones and Ritual Death (EP, Listenable Records)